# Glaucos fils d'Hippoloque
Pour les articles homonymes, voir Glaucos.
Dans la mythologie grecque, Glaucos (en grec ancien Γλαῦκος / Glaûkos) est l'un des capitaines du contingent lycien pendant la guerre de Troie.

## Mythe
Fils du chef lycien Hippoloque, il accompagne Sarpédon à Troie.
Lors de la dixième année de la guerre, il rencontre sur le champ de bataille Diomède. Interpellé par le héros grec, Glaucos se met en devoir de narrer son ascendance : il est le petit-fils de Bellérophon, lui-même petit-fils de Sisyphe, et donc descendant d'Éole. Diomède se reconnaît alors lié à Glaucos par les lois de l'hospitalité (ξεινίη / xeiníê) : son propre grand-père, Œnée, roi de Calydon, a accueilli Bellérophon dans son palais. Les deux guerriers cessent alors le combat et échangent leurs armes en signe d'amitié. Homère remarque à cet endroit que « Zeus, fils de Cronos, ravit aussi à Glaucos sa raison, puisqu'en troquant ses armes avec Diomède, le fils de Tydée, il lui donne de l'or en échange de bronze — la valeur de cent bœufs contre celle de neuf ! » Cet échange inégal a suscité beaucoup de commentaires, aussi bien dans l'Antiquité qu'à l'époque moderne. L'armure d'or de Glaucos est le premier fait singulier : de telles armes sont normalement l'apanage des dieux. Ensuite, on ne comprend pas bien pourquoi Glaucos est si facilement dupé par Diomède : l'intervention en personne du roi des dieux est ici peu probable et doit plutôt être considérée comme une manière de parler. Enfin, l'échange inégal clôt de manière inattendue, voire hors de ton, l'épisode héroïque de l'aristie de Diomède. Il semble que, fait unique dans l’Iliade le poète abandonne temporairement son mode de narration habituel pour se placer dans le registre du conte populaire.
Par la suite, Glaucos prend part aux côtés de Sarpédon à l'attaque troyenne contre le mur élevé par les Achéens autour de leur camp. Au cours de l'assaut, il est blessé au bras par une flèche de Teucros qui le met hors de combat. Il accompagne encore Sarpédon quand celui-ci rencontre Patrocle revêtu de l'armure d'Achille. Vaincu, Sarpédon demande à Glaucos de protéger son corps. Affaibli par sa blessure, Glaucos, resté hors des combats depuis l'assaut du mur, adresse une supplique à Apollon, lui demandant de le guérir afin de pouvoir retourner au combat. Revenu sur le champ de bataille, il rééquilibre le combat entre les Grecs et les Troyens aux côtés d'Hector. Quand Achille trouve la mort devant les portes Scées, Glaucos fait partie des combattants troyens qui veulent enlever son corps. Au cours de la mêlée, il est tué par Ajax fils de Télamon.

## Représentations
Glaucos apparaît dans deux scènes de l'iconographie des vases antiques. La première est l'échange des armes avec Diomède : il est représenté vêtu « à l'asiatique », avec un pantalon et le bonnet phrygien. La seconde est celle du combat autour du corps d'Achille. Une amphore chalcidienne dont rien n'a susbsisté montre Achille gisant sur le sol, le talon transpercé d'une flèche. Glaucos (identifié par une inscription), qui a passé une corde autour de la cheville du héros, est pourfendu par la lance d'Ajax.